# Úrsulo Galván Reyes
Úrsulo Galván Reyes, född 21 oktober 1893 i Tlacotepec de Mejía i Veracruz, död 28 juli 1930 i Rochester i Minnesota, var en mexikansk politisk aktivist och militär. Han tillhörde kommunistpartiet Partido Comunista Mexicano (1919–1981). Galván Reyes grundade organisationen Liga de Comunidades Agrarias och kämpade för social jämställdhet och bönders rättigheter.